# 21919 Luga
21919 Luga (1999 VV47) là một tiểu hành tinh vành đai chính được phát hiện ngày 3 tháng 11 năm 1999 bởi Nhóm nghiên cứu tiểu hành tinh gần Trái Đất phòng thí nghiệm Lincoln ở Socorro.